# Storstadsområde (England)

England med de sex storstadslänen markerade i rött

I England är ett storstadsområde / storstadslän (engelska: metropolitan county) en administrativ enhet på samma nivå som Englands administrativa grevskap. 
Det finns sex storstadsområden; West Midlands, Greater Manchester, Merseyside, South Yorkshire, West Yorkshire och Tyne and Wear.
Storstadsområdena infördes vid den administrativa reformen 1974. Mellan 1974 och 1986 fungerade de som sekundärkommuner och ansvarade för den regionala förvaltningen inom området, medan storstadsdistrikt (metropolitan boroughs) ansvarade för den lokala förvaltningen. År 1986 miste storstadsområdena sin administrativa funktion och sina fullmäktige (county councils) genom ett beslut av regeringen Thatcher och därefter fungerar de endast som ceremoniella grevskap samt som statistikområden. I vissa fall har kommunalförbund bildats för gemensamma frågor för storstadsområdet. 